# Dagmar Havlová
Dagmar Havlová (z domu Veškrnová) (ur. 22 marca 1953 w Brnie) – czeska aktorka teatralna, filmowa i telewizyjna. Była małżonką prezydenta kraju Václava Havla.

## Życiorys
W 1971 skończyła średnią szkołę muzyczną w Brnie, a w 1975 Akademię Sztuk Muzycznych im. Janáčka w Brnie. Występowała w praskich teatrach: im. Jiřího Wolkera i Na Vinohradech. Wśród jej najlepszych i najczęściej nagradzanych ról z tamtego czasu są: Joanna w Skowronku Anouilha, Katarzyna w Poskromieniu złośnicy Shakespeare’a, Lady Macbett w Mackbetcie Ionesco. Docenione role stworzyła też w Krystynie Strindberga, Chwili prawdy Horovitza i Wiśniowym sadzie Czechowa.
4 stycznia 1997 wyszła za mąż za ówczesnego prezydenta Czeskiej Republiki Václava Havla. Po ślubie przerwała karierę aktorską i pełniła obowiązki pierwszej damy. Zajęła się też intensywnie pracą w organizacji charytatywnej WIZJA 97.
Do aktorstwa wróciła po zakończeniu prezydentury przez Václava Havla. W 2005, po jedenastoletniej przerwie, z dużym powodzeniem powróciła na scenę rolą w dramacie Israela Horovitza Chwila prawdy. Jej kolejna rola, Raniewskiej w Wiśniowym sadzie w teatrze Na Vinohradech, spotkała się z dużym uznaniem widzów i recenzentów i została kilkakrotnie nagrodzona. Przed kamerę wróciła w 2008 roku. Zagrała rolę Klary w telewizyjnym filmie Kanadyjska noc. W marcu 2009 wszedł na ekrany kin nowy czeski film Normal, w którym Dagmar Havlová zagrała jedną z głównych ról, żonę seryjnego zabójcy, Marię Kurtenovą.
Zagrała w 50 filmach i ponad 200 produkcjach telewizyjnych. Za swoje role otrzymała wiele nagród za najlepszą kreację aktorską i kilkakrotnie została uznana za najpopularniejszą aktorkę.
Prócz pracy aktorskiej Dagmar Havlová prowadzi nadal działalność charytatywną poprzez swoją fundację. Fundacja „WIZJA 97” została założona w 1997 roku przez Václava Havla i Dagmar Havlovą. Pomaga ludziom w ciężkich sytuacjach życiowych: starszym, chorym, niepełnosprawnym, upośledzonym oraz dzieciom z Czeczenii. Funduje stypendia dla studentów uczących się za granicą. Prowadzi program zapobiegania chorobom nowotworowym. Fundacja odrestaurowała też budynek starego praskiego kościoła z 927 roku. Pražská Křižovatka stała się jednym z centrów kulturalnych Pragi, miejscem, gdzie odbywają się wystawy, koncerty, przedstawienia, happeningi. Ideą przewodnią Pražskiej Křižovatki jest zachowanie szacunku dla międzykulturowej różnorodności dzisiejszego świata. Jest miejscem spotkań i dyskusji ludzi różnych wiar i kultur, miejscem dialogu o stanie dzisiejszego świata i grożących mu niebezpieczeństw, ale też o jego przyszłości i wiązanych z nią nadziejach. Od 1999 roku fundacja przyznaje swoją nagrodę. Wyróżniani są nią ludzie, którzy swoimi dokonaniami przekraczają ramy naukowego poznania, przyczyniają się do rozumienia nauki jako integralnej części dzisiejszej kultury, oraz w nieszablonowy sposób zajmują się podstawowymi pytaniami o ludzką egzystencję, poznanie, byt. Nagroda przyznawana jest co roku 5 października, w dniu urodzin Václava Havla. Wśród jej laureatów jest również Polak – Zygmunt Bauman.
Z pierwszego małżeństwa ma córkę Ninę (ur. 1976).

## Odznaczenia i wyróżnienia
- Kawaler Orderu Uśmiechu.
- Przyjaciel pokoju międzynarodowego projektu Drzewo pokoju (ang. Tree of Peace, ros. Дерево мира, niem. Der Friedensbaum). Fundatorem nagrody jest stowarzyszenie Servare et Manere[3][4].
- Czeskie Lwy 2020 – nominacja za film Właściciele (2019)
- Czeskie Lwy 2012 – nominacja za film Odejście (2011)